# Richard Eder (Journalist)
Richard Gray Eder (* 16. August 1932 in Washington, D.C.; † 21. November 2014 in Boston, Massachusetts) war ein US-amerikanischer Journalist, Theater-, Literatur- und Filmkritiker.

## Leben
Richard Eder wurde als Sohn von Marceline Gray und George Jackson Eder in Washington, D.C. geboren. Sein Vater war als Anwalt und Ökonom für die Regierung von Franklin D. Roosevelt tätig und arbeitete als leitender Angestellter von ITT, Inc. in Argentinien, weswegen Eder, bis er 14 Jahre alt war, in Buenos Aires aufwuchs. Während eines Ferienlagers in seiner Jugend erkrankte Eder an Polio, weswegen er sein Leben lang hinkte. Er besuchte die Phillips Academy und erwarb 1954 seinen Bachelorabschluss in Geschichte und Englisch an der Harvard University.
Noch im selben Jahr begann er als Laufbursche für die New York Times zu arbeiten. Nach einigen Jahren wurde er Auslandskorrespondent und in die kolumbianische Hauptstadt Bogotá versetzt. In dieser Funktion hatte er 1964 die Möglichkeit Fidel Castro zu interviewen. Mit seiner Rückkehr nach New York City wechselte er zur Filmkritik. Nebenbei kritisierte er auch Theateraufführungen am Broadway. Von 1977 bis 1979 wurde er leitender Theaterkritiker der New York Times. Der Stil seiner Kritiken wurde während dieser Zeit von einigen gelobt, aber von noch mehr, insbesondere von renommierten Theaterproduzenten, als feindselig angesehen, weswegen er von seiner Funktion wieder abgesetzt wurde und wieder als Auslandskorrespondent arbeitete.
Er verließ die Times 1982 und begann fortan als Literaturkritiker für die Los Angeles Times zu arbeiten. Dieses Mal wurde er allerdings nicht für seine Kritiken angegriffen und konnte sich selbst als renommierter Literaturkritiker etablieren. 1987 wurde er für ein Portfolio unterschiedlicher Kritiken sowohl mit dem Pulitzer-Preis für Kritik, als auch mit einer National Book Critics Circle’s citation for excellence in reviewing ausgezeichnet. Er blieb der Times bis 1999 erhalten und setzte sich anschließend zur Ruhe.
Eder war mit der Argentinierin Esther Garcia verheiratet. Das Paar lernte sich in der fünften Klasse in der Schule in Buenos Aires kennen und heiratete 1955 in New York City. Zusammen hatten sie sieben Kinder, drei Töchter und vier Söhne.
Am 21. November 2014 starb Eder im Alter von 82 Jahren im Tufts Medical Center in Boston an einer Lungenentzündung aufgrund eines Post-Polio-Syndroms.